# Campsiandra
Campsiandra là một chi thực vật có hoa trong họ Đậu.